# Bâtiment de l'ancien marché de Wan Chai
Le bâtiment de l'ancien marché de Wan Chai (灣仔街市) est un site historique de Hong Kong construit en 1937 et classé bâtiment historique de rang III. Il est situé au 264 Queen's Road East (en), au croisement de Wan Chai Road (en), en face de Stone Nullah Lane (en), dans le quartier de Wan Chai sur l'île de Hong Kong.
Son style architectural est influencé par le style « paquebot », très populaire dans les années 1930. Il est souvent considéré à tort comme un bâtiment de style Bauhaus,.
Il accueille le marché de Wan Chai, un marché d'animaux vivants, de 1937 à septembre 2008 quand celui-ci déménage dans le nouveau complexe Zenith situé juste en face.

## Histoire
Durant l'occupation japonaise de Hong Kong,  le sous-sol du marché de Wan Chai est utilisé par les soldats japonais comme morgue.
En 1961, le marché subit une rénovation pour améliorer ses installations et son environnement afin qu'il puisse rivaliser avec les autres places de marché du quartier.
L'autorité de renouvellement urbain obtient l'approbation du conseil exécutif d'acquérir un terrain à Wan Chai, dont ce site, en vue d'un réaménagement dans le cadre d'un projet de rénovation urbaine. Un consortium est formé comprenant Chinese Estates (40 %), Kwong Sang Hong (25 %), Chi Cheung Investment (20 %) et Peregrine Investments Holdings (en) (15%).
Chinese Estates, contrôlé par Joseph Lau, se met d'accord avec l'autorité de renouvellement urbain en 1996 pour réaménager conjointement le site en un complexe résidentiel et commercial de luxe. La phase deux du projet, qui nécessite la démolition du bâtiment, devait démarrer début 2008 et se terminer à la mi-2011.
En 2007, l'autorité de renouvellement urbain et le bureau du développement annoncent conjointement que la façade et la partie avant du bâtiment historique du marché seront préservées dans le cadre du projet de réaménagement. La partie avant servira de centre commercial et un immeuble résidentiel se dressera à l'arrière du bâtiment

## Installations
Il y a un sous-sol et des logements pour le personnel à l'intérieur du bâtiment.

## Dans la culture populaire
Dans le jeu vidéo Deus Ex, le marché de Wan Chai est utilisé comme base pour une partie du jeu.

## Galerie

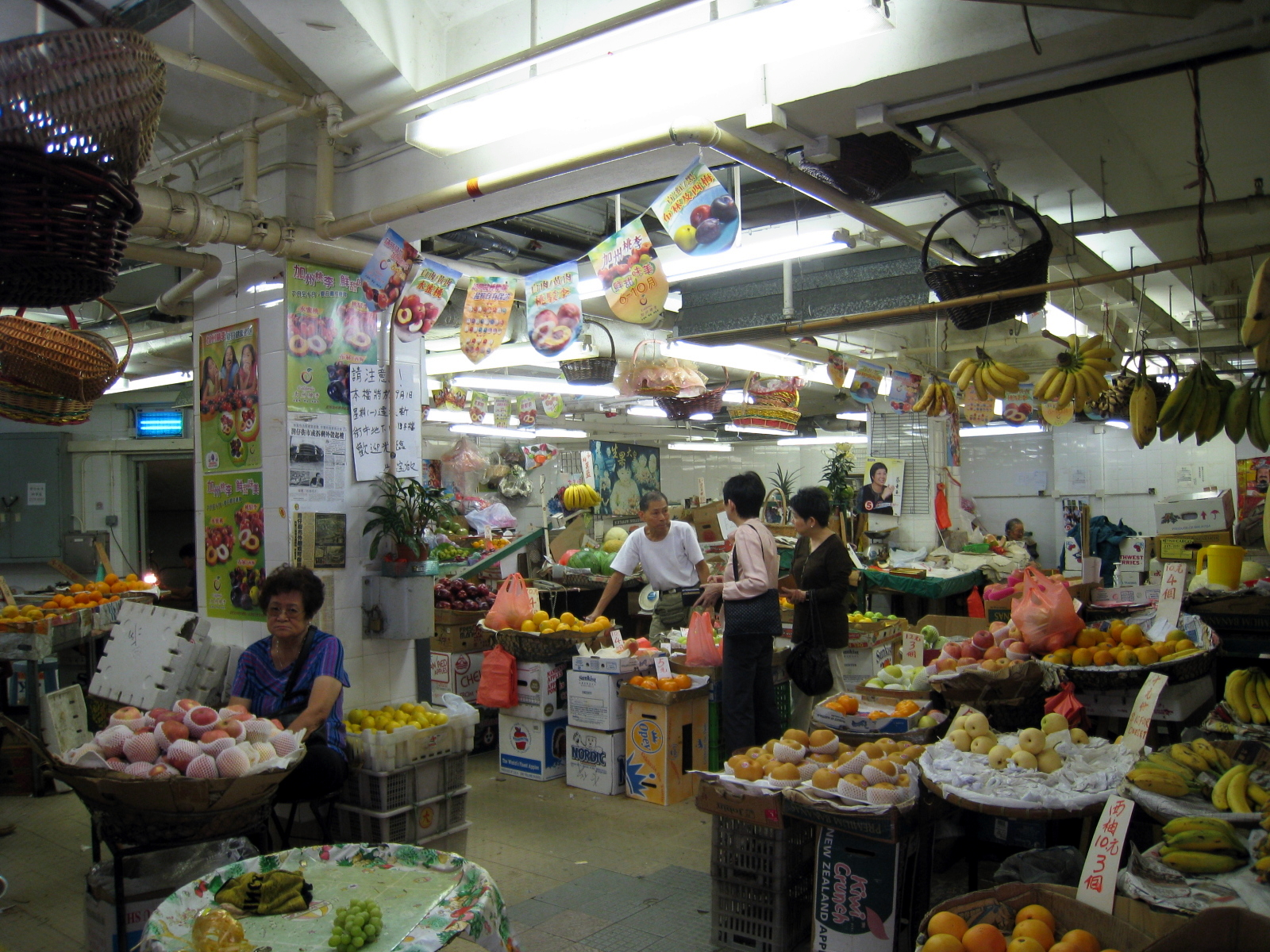
Le marché aux fruits de Wan Chai.
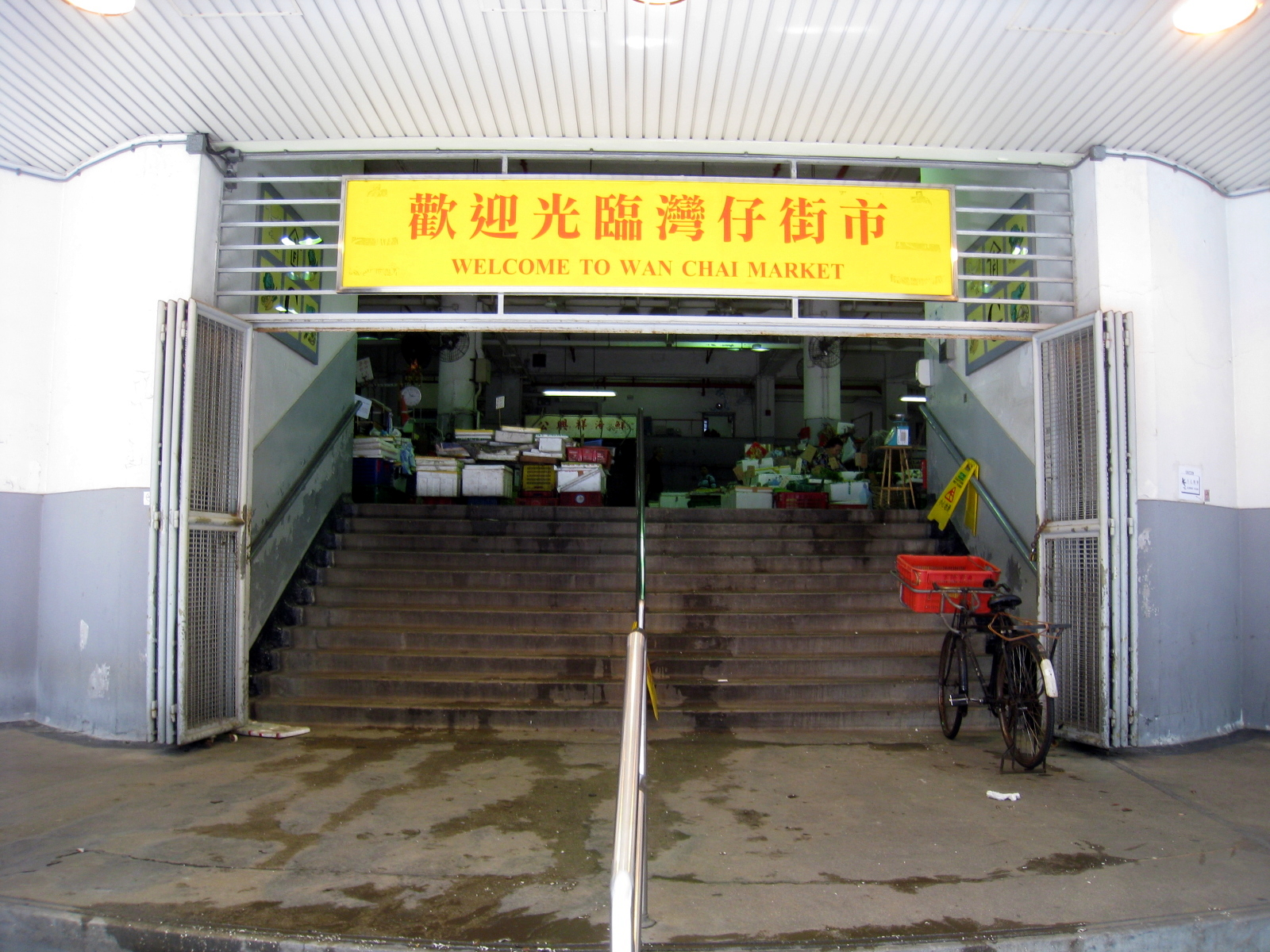
Entrée principale du marché de Wan Chai.
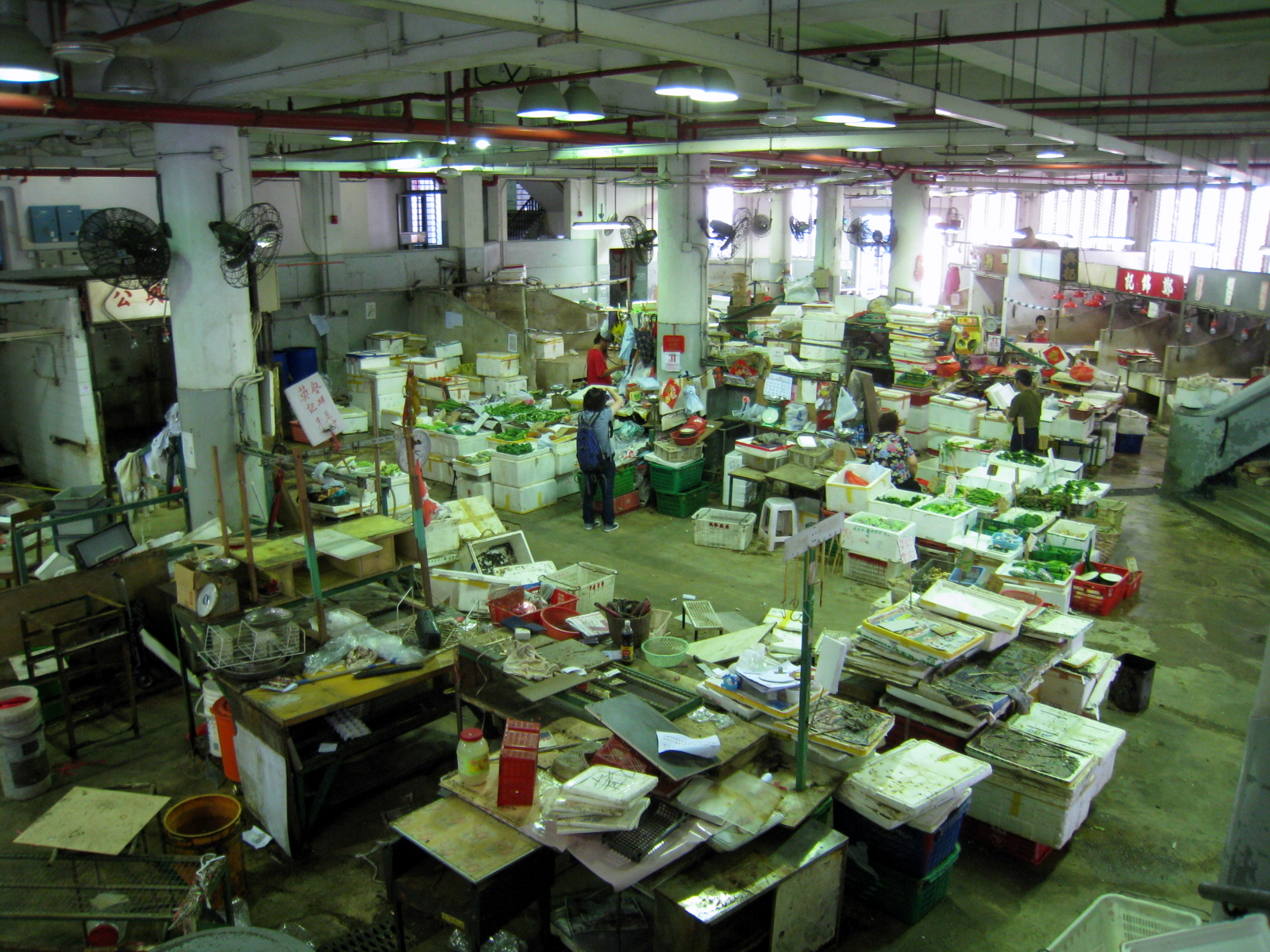
Intérieur du rez-de-chaussée du marché de Wan Chai.
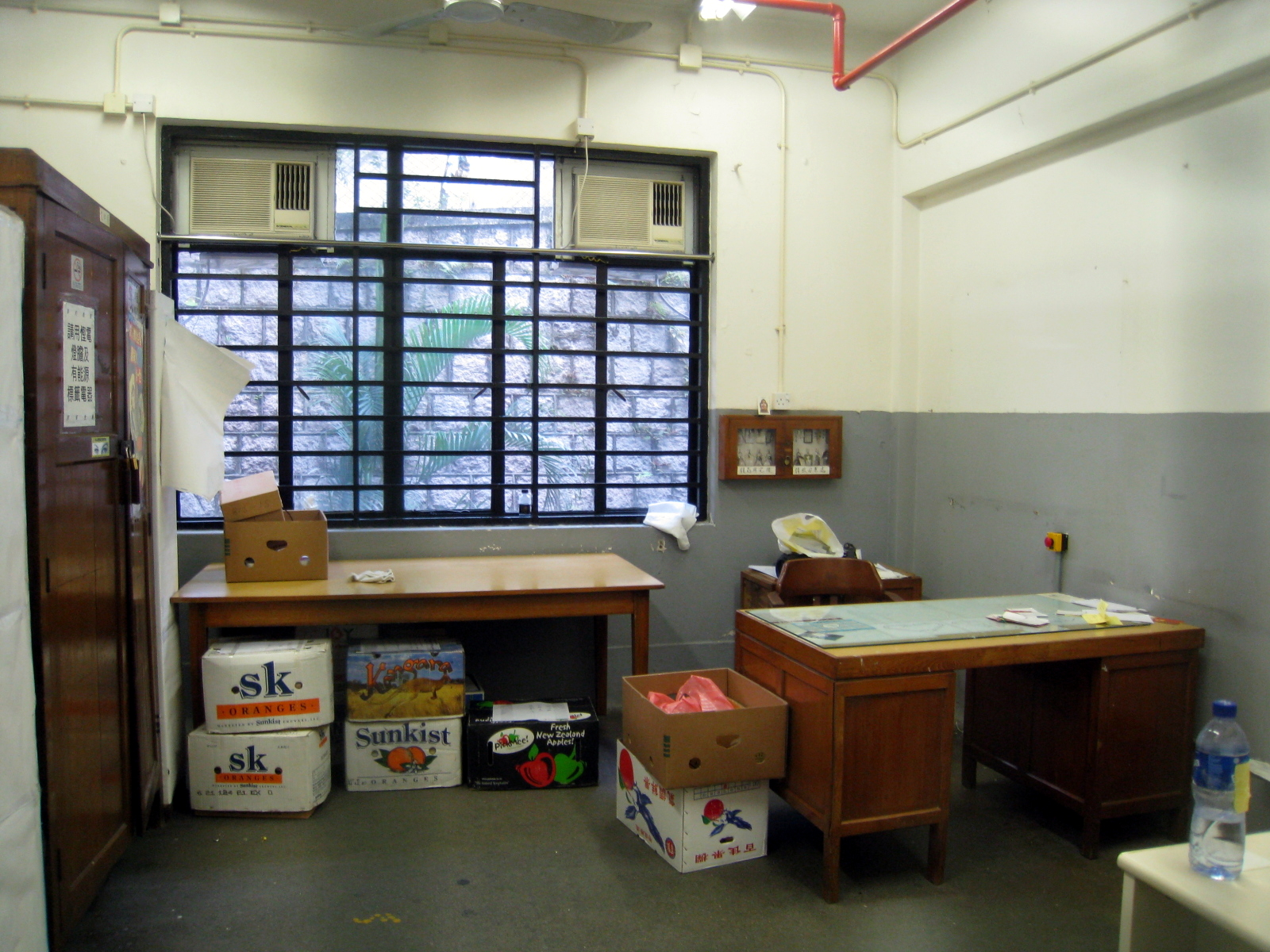
Un bureau du marché de Wan Chai.
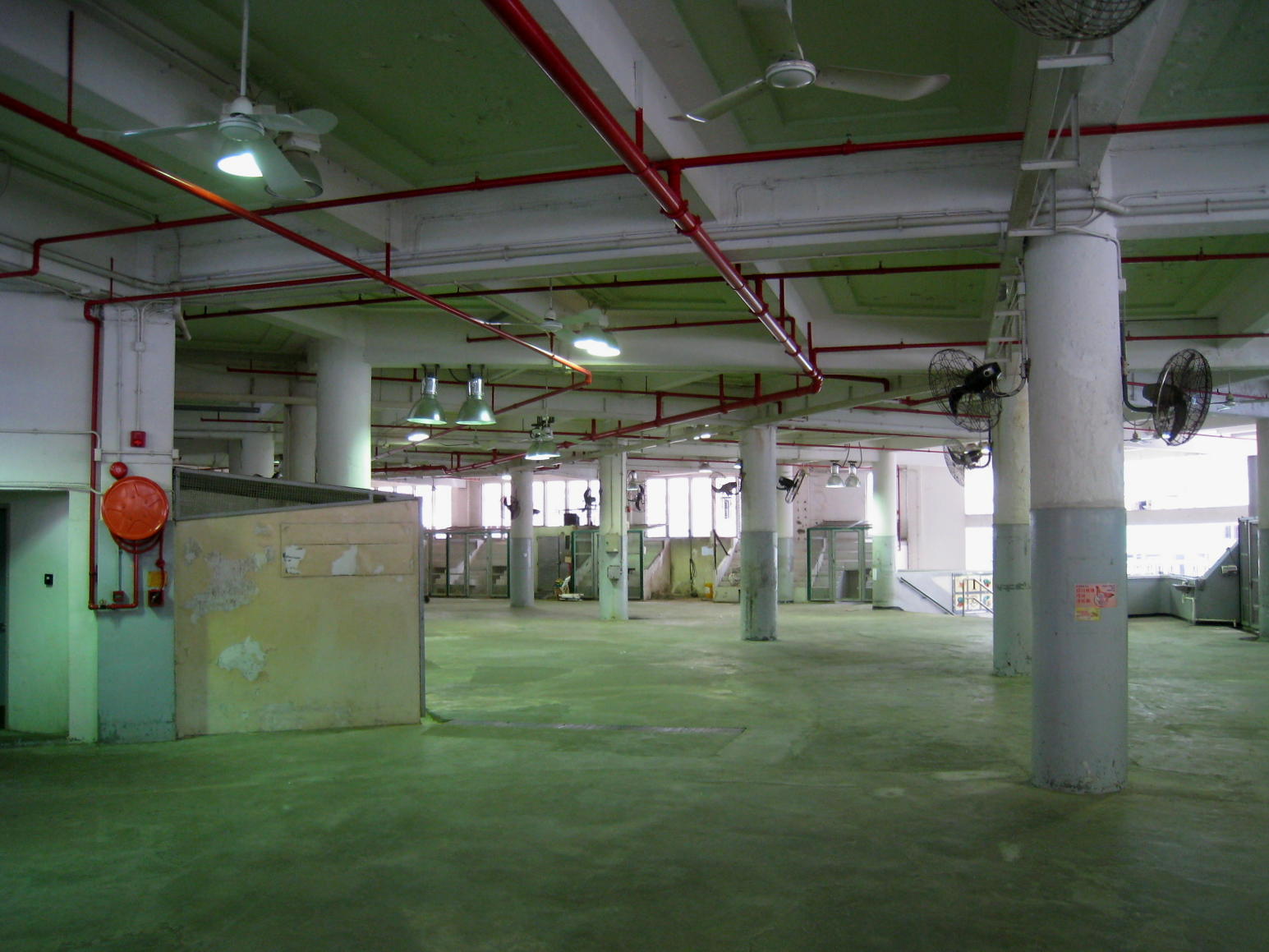
Tous les magasins sont vides depuis août 2008.
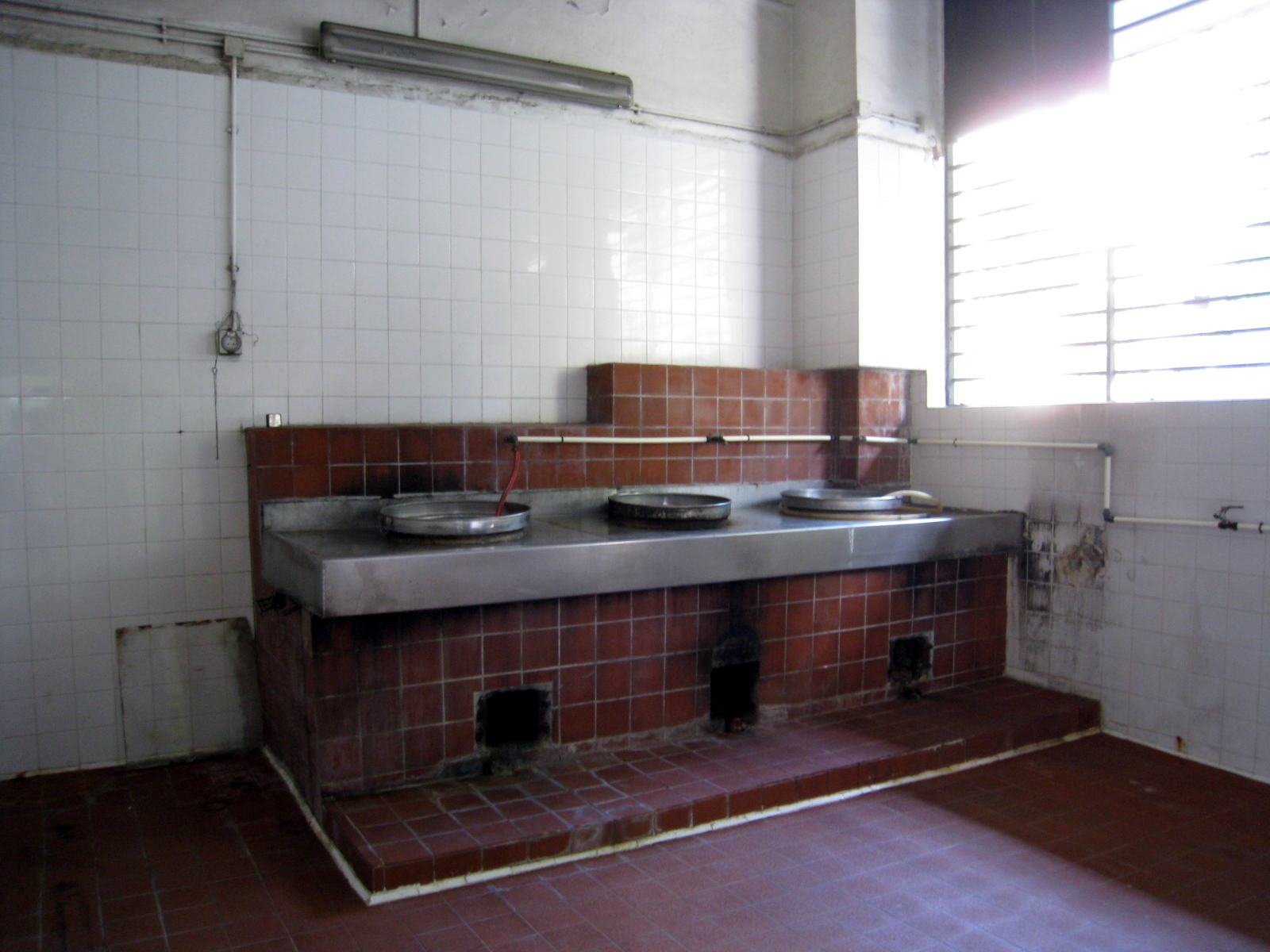
Niveau 1 du marché.
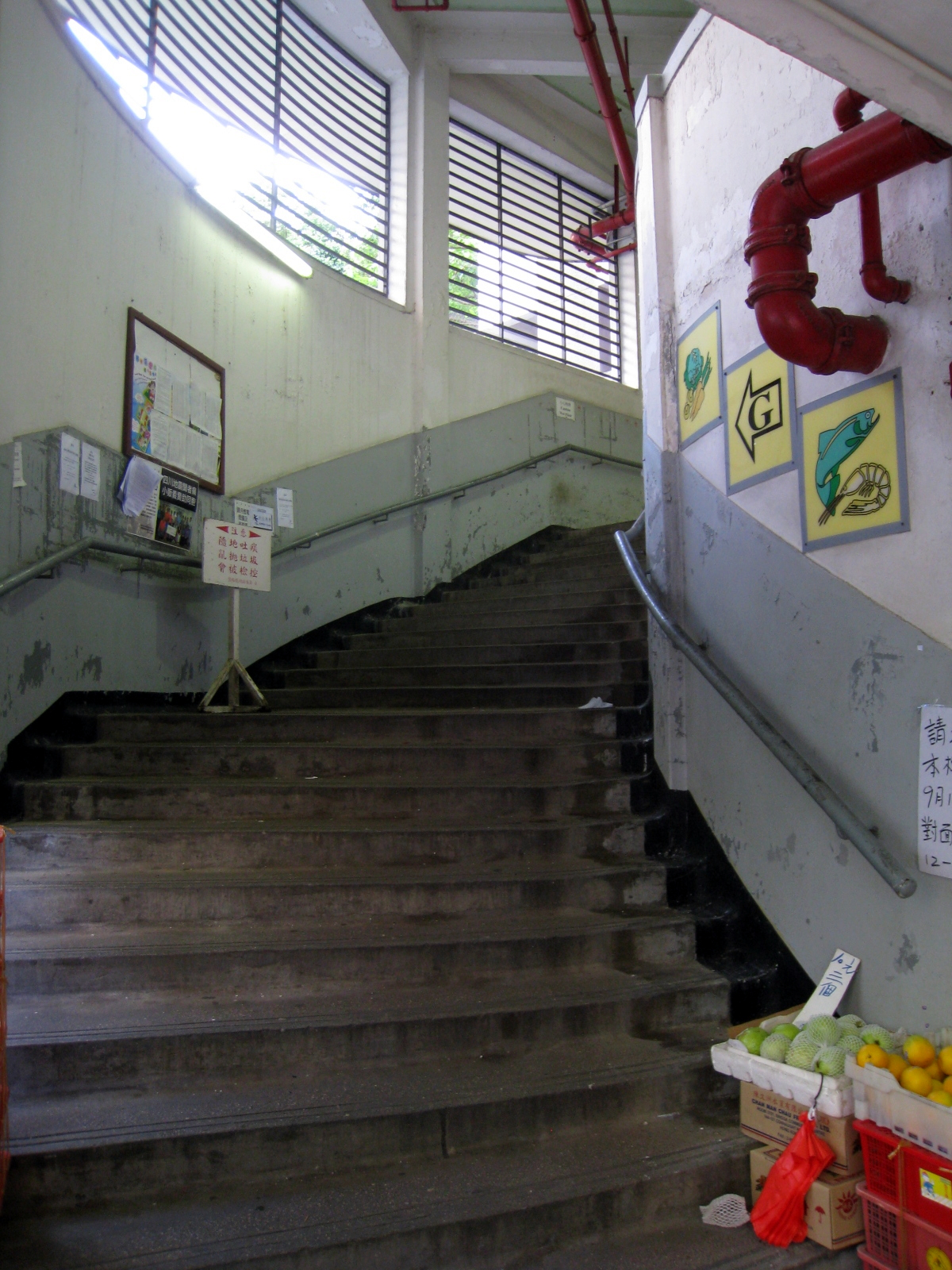
Des escaliers du marché.
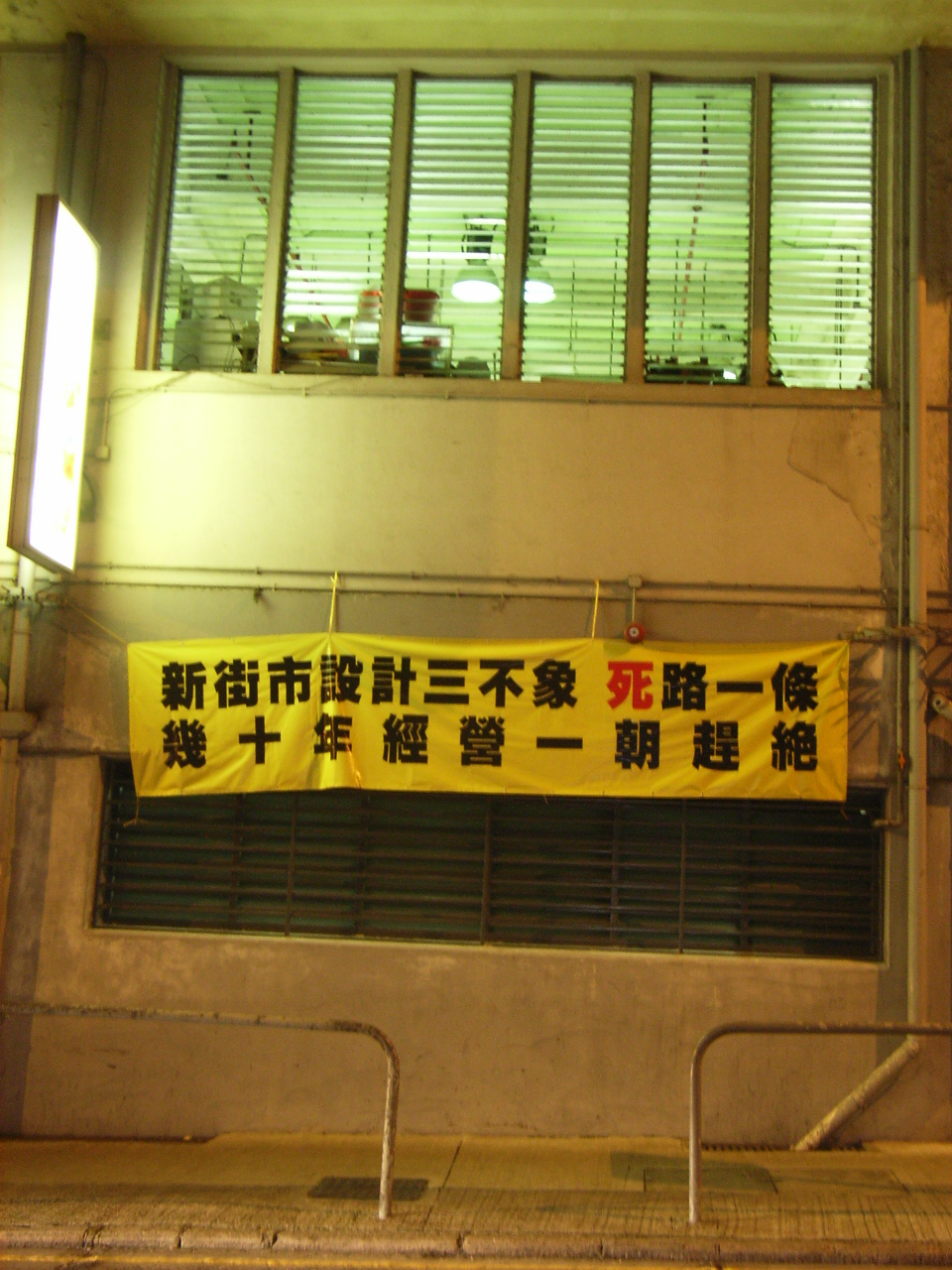
Une banderole protestant contre la destruction du marché.
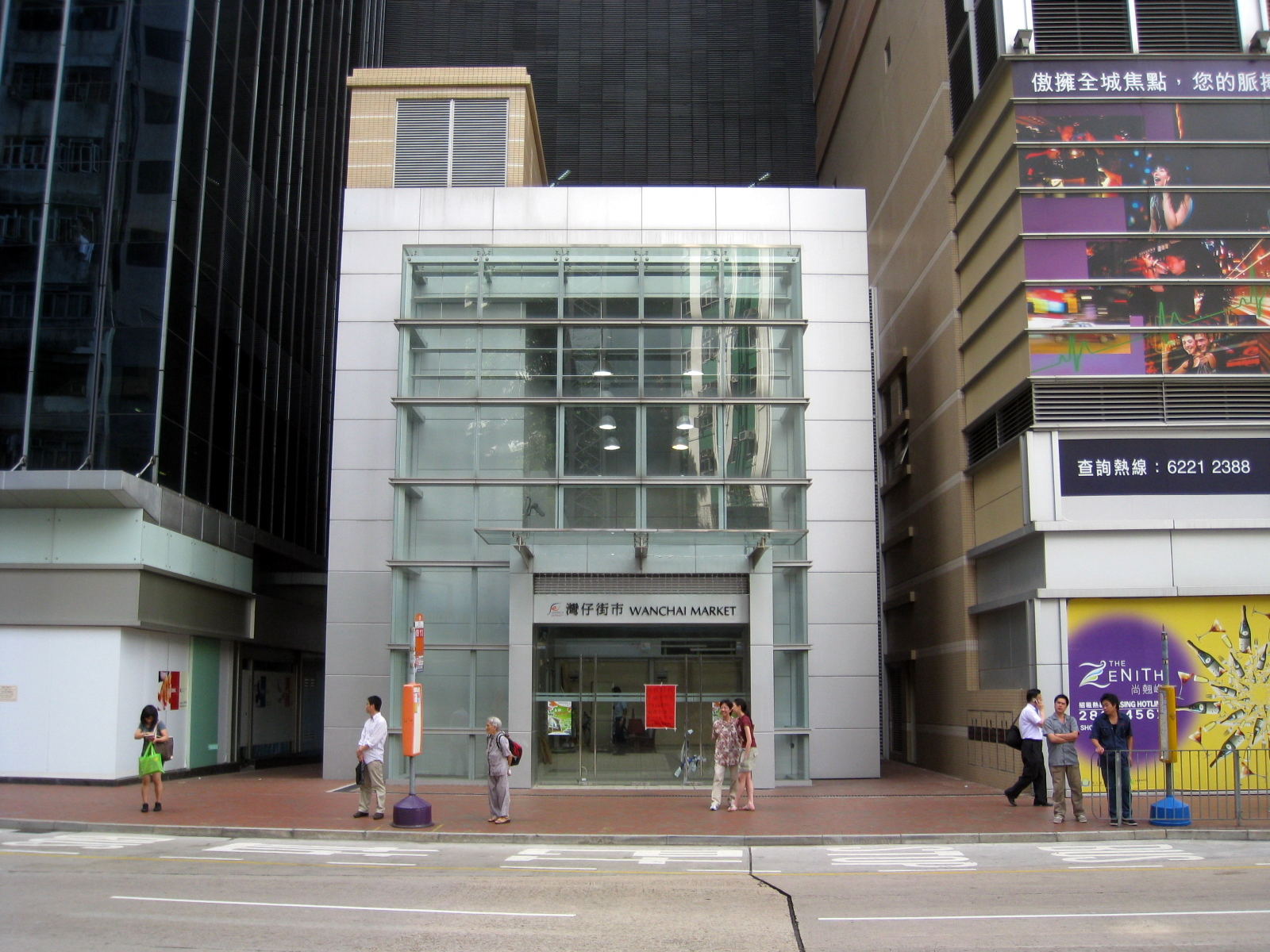
Le nouveau siège du marché de Wan Chai dans le complexe Zenith.